# Caldo de pollo
El caldo de pollo o sopa de pollo (denominado a veces como caldo de gallina o sopa de gallina en el Perú por lo común de reemplazar al pollo por gallina) es una sopa. A menudo se sirve con trozos de carne o con granos de arroz o cebada, pasta, zanahoria, papa amarilla, apio, cebolla blanca, etc. Se considera también un remedio curativo y reconfortante contra la gripe y catarros en general.

## Historia
Sus cualidades curativas se mencionan en el Manual de mujeres en el cual se contienen muchas y diversas recetas muy buenas, libro anónimo en castellano del siglo XVI:

Tomad una gallina y matadla. Y luego como la matéis, desolladla, y tiradle todo lo graso, y hacedla pedazos. Y ponedla en una alquitara de vidrio. Y poned con ella cuatro adarmes de nuez moscada, y otros cuatro de canela y de clavos y jengibre cada dos adarmes. Todas estas especias molidas. Y tapad la alquitara con masa, y ponedla al fuego. Y sacad el agua de ella hasta que se espese. Y como se espese, quitar el receptáculo. Y dad esta agua al que estuviere enfermo y sanará.

 Los médicos, durante el virreinato, señalaban, por lo general, como dieta alimenticia de los pacientes al caldo de pollo. Las indicaciones eran realizadas por el enfermero mayor.

## Sopa/caldo en las diferentes culturas

### Europa
En Bélgica, se tiene un plato similar denominado waterzooi, estofado típico de la ciudad de Gante (en Wisconsin, Estados Unidos, es conocido como «penicilina belga»). En Portugal, se conoce al caldo de pollo como canja, y se hace habitualmente con arroz. En Bulgaria, la sopa de pollo se sirve a menudo aliñada con zumo de limón o vinagre.
En Dinamarca, el hønsekødssuppe se cocina tradicionalmente con grandes gallinas específicamente reservadas para sopa, conocidas como suppehøner (literalmente: ‘gallinas de sopa’). Las verduras como apionabo, zanahoria, cebolla y puerro se suelen agregar, y los aromatizantes típicos son tomillo, laurel y pimienta blanca. La sopa se puede servir con pequeñas albóndigas blancas. Como parte del mantenimiento de la casa tradicional, la carne cocida se reserva para otros platos como høns i asparges (literalmente: ‘pollo en espárragos’) o hønsesalat (literalmente: ‘ensalada de pollo’). 

Cita de comida danesa:

«¡Lo impráctico de comer pato frío es que primero hay que freírlo!»
(¡Det upraktiske ved kold y er - at den skal steges antes!)

Robert Storm Petersen: dibujante danés, escritor, animador, humorista (1882-1949)

En Polonia, a veces sirven almendras en su rosół: este es el fundamento del picatoste que se vierte en Israel, conocido como sopa de almendras.
En Francia, en forma de bouillon y consommé, los ingredientes más básicos para sopa de pollo son: hojas de laurel, tomillo fresco, vino blanco seco y ajo.
En Alemania, se toma el hühnereintopf (‘guiso de pollo’) con diferentes hierbas.
En Grecia, existe una variante de esta sopa denominada avgolemono con leche, zumo de limón, arroz, blanquillos y mantequilla.
En Italia, existen platos con pasta que incluyen el caldo de pollo como el cappelletti in brodo, tortellini in brodo y el passatelli.

### Asia
En la cocina china, es conocido el caldo de pollo y se le añade jengibre, cebolletas, pimienta negra, salsa de soya, vino de arroz y aceite de sésamo. El Samgyetang es una sopa de pollo Corea que se elabora con ginseng, frutos secados de jujube, ajo, jengibre y arroz glutinoso, es tomado en este país no sólo como un remedio sino que también como un modo de prevención de la enfermedad.

### América

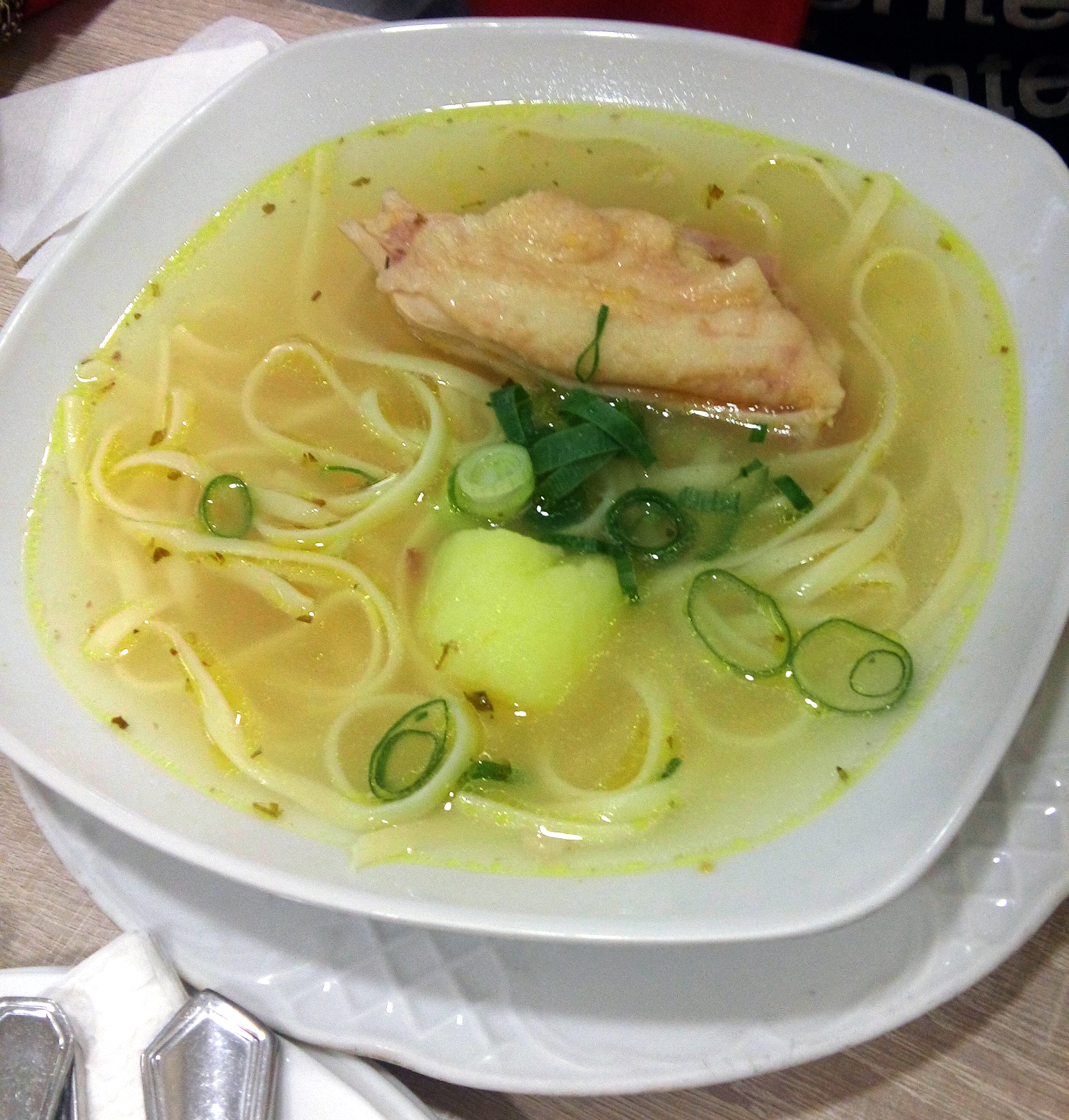
Caldo de gallina peruano

En Colombia, existe un plato elaborado con caldo de pollo denominado ajiaco, que suele llevar maíz, bruños y una hierba denominada guascas.[cita requerida]
En Ecuador, es considerado un plato típico de la región Costa, sobre todo de las poblaciones rurales de Manabí, se elabora a base de gallina criolla, cebolla paitella, ajo, agua, todo esto saborizado con sal, hierba buena y hojitas de cilantro. el plato se acompaña con arroz blanco y plátano verde asado.
En Estados Unidos, es común recomendar una sopa que se llama chicken noodle soup a los que tienen gripe o un malestar similar. La sopa es caldo de pollo, con pasta similar al espagueti, y a veces verduras cortadas o rebanadas, como zanahorias o apio. Normalmente el sabor es muy suave, sin muchas especias, porque es preparado para las personas enfermas.
En México, el caldo de pollo se prepara medio popular de revitalizar a alguien que padece una leve enfermedad. Se puede en algunos casos añadir huevo crudo a media cocción a fin de que se cueza escalfado en el mismo caldo.[cita requerida]
En Perú, el caldo de gallina aparece en algunos escritos del siglo XIX y es mencionado por el tradicionalista Ricardo Palma en su obra Verbos y gerundios de 1877.  El caldo de gallina, por sus ingredientes (carne de gallina, fideos, huevo cocido, papa amarilla y cebollita china) es un plato completo y se le presuponen efectos revitalizantes y que alivian la resaca, por lo que también se le conoce como levantamuertos. Es vendido sobre todo en establecimientos populares y mercados. Existen además establecimientos dedicados exclusivamente a la venta de esta sopa, los que se conocen como «Caldo de gallina 24 horas».

## Cocina judía
La sopa de pollo se asocia siempre con la cocina judía europea, en la que forma parte de diferentes platos de las festividades judías, de esta forma se emplea en las bolas de matzah del Pésaj. La sopa de pollo se refiere a menudo en cultura popular como la «penicilina judía» en reconocimiento de sus propiedades curativas, especialmente antibacterianas.